# 후쿠오카 현립 미술관
후쿠오카 현립 미술관(福岡県立美術館)은 일본 후쿠오카현 후쿠오카시 주오구에 있는 현립 미술관이다.

## 같이 보기
- 후쿠오카시 미술관